# Luis Moya, Luis Moya
Luis Moya är en ort i Mexiko.   Den ligger i kommunen Luis Moya och delstaten Zacatecas, i den centrala delen av landet, 500 km nordväst om huvudstaden Mexico City. Luis Moya ligger 1 983 meter över havet och antalet invånare är 6 335.
Terrängen runt Luis Moya är platt åt sydväst, men åt nordost är den kuperad. Runt Luis Moya är det ganska tätbefolkat, med 56 invånare per kvadratkilometer. Närmaste större samhälle är San Pedro Piedra Gorda, 10,4 km väster om Luis Moya. Omgivningarna runt Luis Moya är i huvudsak ett öppet busklandskap.